# Sisebut
Sisebut (latinsky Sisebutus španělsky Sisebuto) (okolo 565? – únor 621 Toledo) byl v letech 612 až 621 vizigótský král v Hispánii a Septimánii.
Úspěšně bojoval proti zanikající římské říši na území dnešního Španělska. Posílil vizigótskou moc nad kmeny Basků a Kantábriánců a také rozvijel přátelské vztahy s langobardskou Itálií. Byl známý pro jeho zbožnou úctu k Chalkedonskému vyznání. Stal se postrachem španělských Židů. V roce 616 vydal nařízení, ve kterém přinutil Židy konvertovat ke křesťanství, kteří konverzi odmítli byli trestáni sto ranami bičem, poté byli zbaveni svého majetku a vyhoštěni ze země. Byl v úzkem spojení s biskupem Isidorem ze Sevilly, a je považován za autora latinské básně o astronomii, Carmen de Luna nebo Praefatio de Libro Rotarum, věnovaný svému známému, za něhož je považován Isidor ze Sevilly.
Jméno jeho ženy není známo. Měl dvě děti, dceru Theodoru, která se provdala za Suintilu a syna Rekkareda II., který se po jeho smrti ujal vlády ve vizigótské říši.